# Aureliano Lessa

Aureliano José Lessa (1828–1861) fue un poeta brasileño, adepto del movimiento Ultra-romántico. Nacido en Diamantina, Minas Gerais en 1828, se mudó a San Paulo en 1847 para estudiar leyes, pero recibió el bachillerato por la Facultad de Derecho de Olinda, en Pernambuco, en 1851. Trabajó como abogado general en la ciudad de Ouro Preto, y como abogado en las ciudades de Diamantina y Serro.
Durante su estancia en San Paulo, conoció a los autores Álvares de Azevedo y Bernardo Guimarães. Con ellos planeó un volumen de poesía llamado As Três Liras (en Español "Las Tres Liras"), que no acabó satisfactoriamente. Conjuntamente con ellos, fue miembro del club denominado "Sociedade Epicureia".
Durante su vida Aureliano sólo escribió algunos textos para diarios de San Paulo y Minas Gerais. Sus poemas fueron compilados y publicados póstumamente en 1873 por su hermano, Francisco José Pedro Lessa, bajo el nombre de Poesías Póstumas.
Aureliano fue el tío de Pedro Augusto Carneiro Lessa.